# Muralha romana de Lugo
A muralha romana de Lugo rodeia a zona histórica da cidade de Lugo na província homónima, na Galiza.
A antiga cidade romana de Lucus Augusti, fundada por  Paulo Fábio Máximo em nome do imperador Augusto em 13 a.C. com a finalidade de anexar definitivamente o nordeste da Península Ibérica ao Império Romano, foi dotada de um muro de defesa que perdurou, com escassas reformas, até aos tempos atuais.
A muralha, com um comprimento de mais de dois quilómetros, delimita a zona histórica da urbe galega. Construída como separação e defesa, transformou-se num elemento integrador entre a antiga Lucus e a que se desenvolveu ao redor dela. Suas dez portas realizam a função de ligar uma parte da cidade com a outra, e o seu adarve tornou-se uma rua, percorrida pelos viandantes autóctones e visitantes.  Passou, portanto, de ser um obstáculo para sua evolução e crescimento a ser um monumento integrado na estrutura urbana e fonte de riqueza turística.
A muralha romana foi declarada Patrimônio da Humanidade pela UNESCO em 2000 e está irmanada desde 6 de Outubro de 2007 com a Muralha da China de Qinhuangdao.

## Descrição

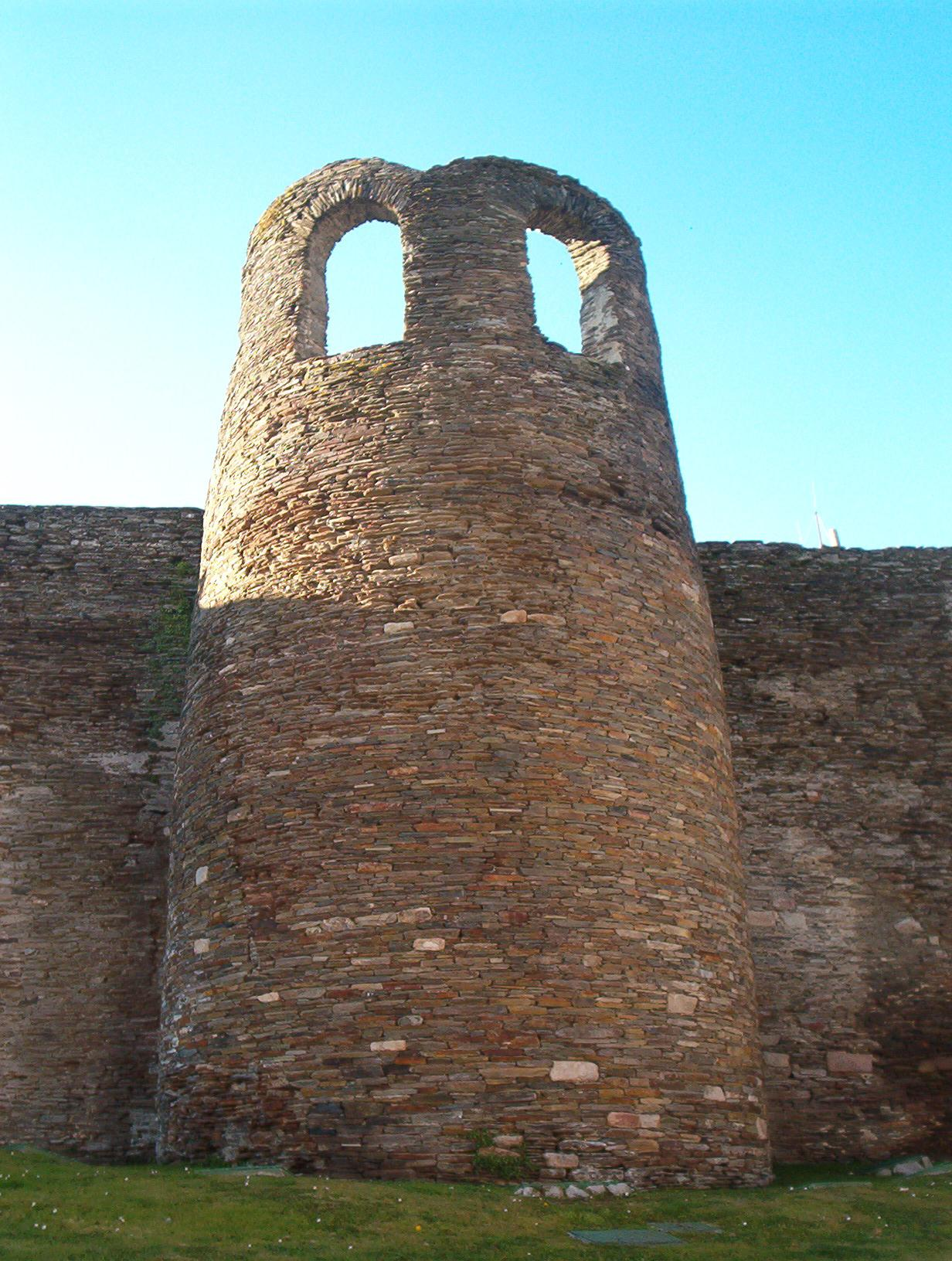
Torre da muralha

A muralha da antiga Lucus Augusti é a melhor conservada das muralhas romanas situadas na Península Ibérica. As modificações que sofreu ao longo dos seus mais de dezessete séculos de existência não chegaram a modificar substancialmente o seu aspeto original, que segue as diretrizes do engenheiro romano Vitrúvio.

### Dimensões
O conjunto defensivo tem um comprimento de 2.117 metros, embora haja divergências na medida, e abrange uma extensão de 34,4 Ha. A largura dos muros é de 4,20 metros atingindo os 7 metros em alguns trechos.
A muralha mantém uma série de torres defensivas entre as quais se erguem os muros da mesma. A distância entre torres, varia entre os 8,80 e 9,80 metros até os 15,90 e 16,40 metros, com uma altura entre os 8 e os 12 metros pela parte exterior. Tem-se registro de que havia 85 ou 86, 46 delas conservam-se íntegras enquanto há vestígios das outras 39
As torres têm umas dimensões de 5,35 metros até 12,80 metros no oco ou segmento, e de 4,80 até 6 metros, na flecha. Uma das torres tem vitrais de meio ponto de 1,15 m de largo e de 1,43 m de alto (algum alcança 1,53 m).

### Traçado
O traçado da construção defensiva está envolvido em mistério, pois ninguém consegue explicar por que deixou fora importantes núcleos residenciais da antiga cidade ao mesmo tempo em que protegia zonas desabitadas.
Estende-se por uma orografia irregular, mais alto a noroeste e em descenso para sudeste. A forma é poligonal, com vértices suavizados.

### Materiais
Os materiais dos quais esta construída a muralha são, nomeadamente, o granito, para os remates das portas e ângulos de reforço das torres, e as lajes de lousa, que constitui a exterior dos muros. O interior está recheio com um morteiro composto de terra, pedras e seixos cimentados com água. Todos estes materiais são abundantes na zona.

### Torres

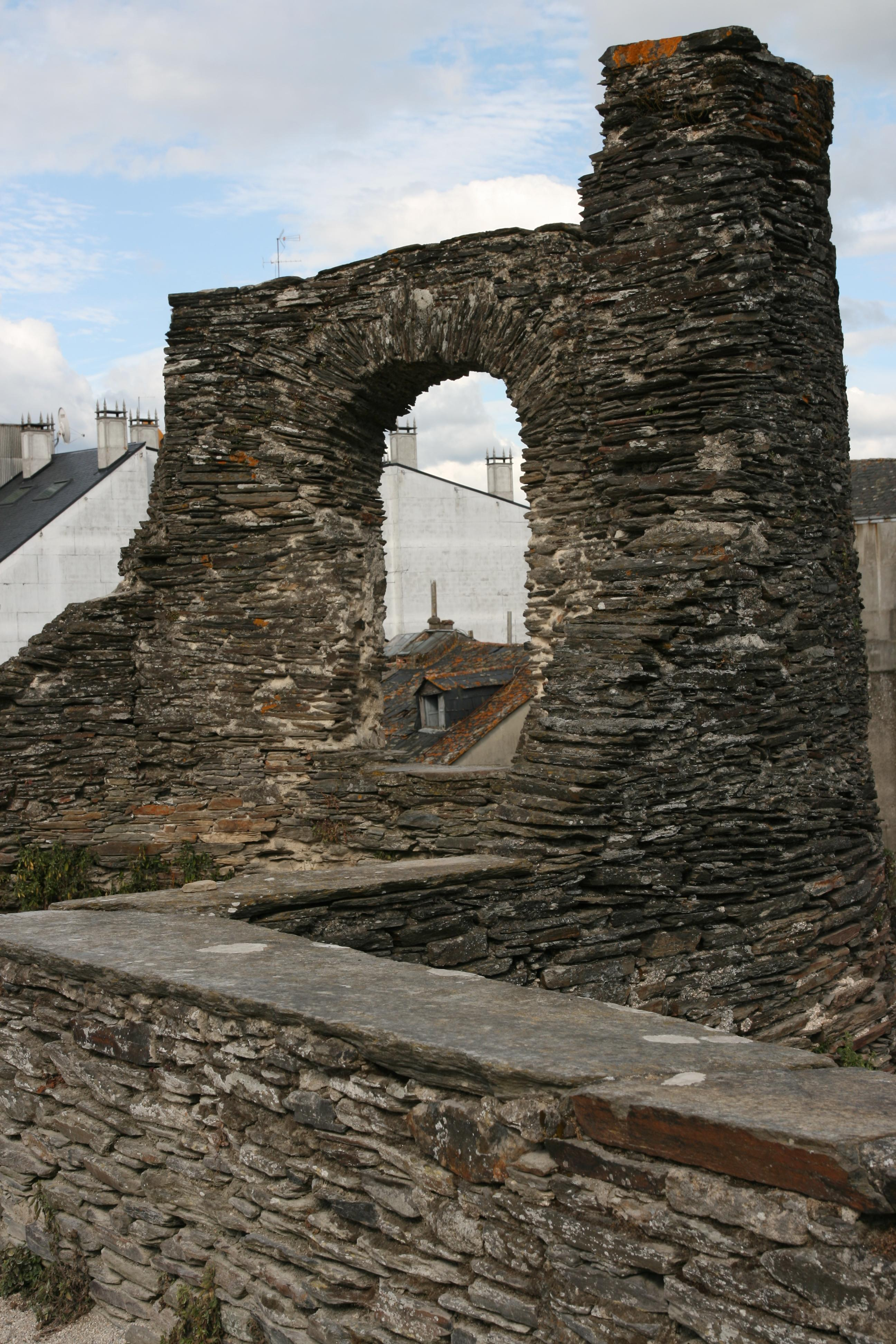
Torre da muralha

Das 85 ou 86 torres originais conservam-se 71, de elas 60 são de planta circular e 11 quadrangulares. Deveram estar coroadas por torres de dois pavimentos que tinham vitrais, como testemunha a torre chamada de A Mosqueira na qual ainda permanecem.
A disposição das torres evita a existência de ângulos mortos. Os trechos de muro entre duas torres têm um comprimento dentre 6,30 m. e 13,50 m.
Os vestígios da torre chamada A Mosqueira fazem supor que cada uma das torres, ou cubos, tinha na origem uma estrutura superior que contava, ao menos, com dois pavimentos. Estes pavimentos teriam grandes vitrais onde se estima que seriam situadas armas defensivas como bestas, onagris ou escorpiões.

### Portas

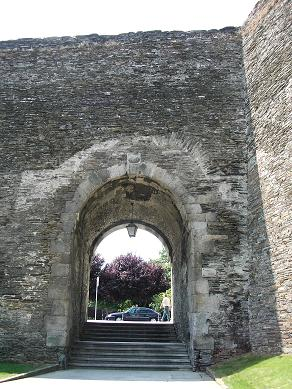
Porta Falsa.

A muralha dispunha de cinco portas de acesso que correspondiam às vias principais do traçado urbano. Entre 1853  e 1921 de abriram outras cinco por necessidades da expansão da cidade, das dez portas existentes, seis são de pedestres e quatro permitem o tráfego rodado.
Na época romana havia cinco portas que coincidem com as atuais de Porta Miñá (Minhã), Porta Falsa, Porta de São Pedro, Porta Nova e Porta de Santiago. Delas, a Porta Miñá e, possivelmente, a Falsa são de fatura original, as outras três são posteriores. A porta principal estava em onde se construiu o Reduto de Cristina e era conhecida pelo nome de Porta Castelli.
As portas abertas a partir de 1853 são as de São Fernando (1853), a Estação (1875), Bispo Izquierdo (1888), Bispo Aguirre (1894) e Bispo Odoário (1921).
Pela porta de São Pedro entravam as pistas XIX e XX procedentes de Asturica Augusta, atual Astorga e  Braccara Augusta, atual cidade de Braga em Portugal. Pela Porta Nova ligava-se com Brigantium, Betanzos e pela Porta Miñá ia-se para Iria Flavia (Padrón) enquanto pela Porta Falsa ia-se para a costa e o porto de Lucus Asturum (Lugo de Llanera).
A muralha não somente era um elemento defensivo, mas também servia para delimitar o foro e com ele os impostos da cidade. Nelas cobrava-se o imposto de portagem e realizava-se o controlo das pessoas que entravam e saíam do recinto.
As portas de madeira que permitiam fechar o acesso permaneceram até ao século XIX. A partir de 1877 desapareceram definitivamente. O controlo do trânsito manteve-se até bem entrado o século XX permanecendo como testemunha do mesmo as portagens em várias das portas.
- Porta de Santiago

A antiga porta do Poxigo (do Postigo), que existia já na época romana; o nome referiria a uma portela existente dentro de uma porta de maiores dimensões. Suas dimensões são 4,15 m de largo,  5,50 m de alto e até ao adarve 6,90 m.
Em 1759 foi reformada para permitir a passagem de carruagens e decorada pela sua parte interior com um nicho com a imagem de Santiago Maior e o escudo de armas do Bispo Izquierdo. Foi porta particular para uso exclusivo dos cônegos para aceder às suas hortas até 1589. Na época de pestes era a porta que permanecia aberta e tinha uma ponte levadiça.
- Porta Miñá

De indubitável origem romana, é a que menos modificações teve. Está situada num talvegue e tem 3,65 m de largo. É chamada de Miñá (Minhã, lat. Mineana) devido a que por ela se acede ao rio Minho; também é conhecida como Porta do Carme e foi chamada  Minei ou Miñá.
Sua obra é em abóbada de berço e arco de volta perfeita. Está guarnecida por dois torreões e tem um recinto destinado ao corpo de guarda (usado como capela durante algum tempo). Graças à crise econômica do município em 1870, livrou-se de ser demolida.
- Porta do Bispo Odoário

A construção desta porta, realizada ilegalmente, deu lugar a que a muralha fora declarada Monumento Nacional. Abriu-se o vão em 1921 como parte das obras do novo Hospital de Santa Maria e construiu-se em 1928 pelo arquiteto Ramiro Sainz Martínez, arquiteto oficial do monumento.
Mede 12 m de largo e 9,10 de alto. Tem um arco de tipo carpanel e uma abóbada de corno de vaca.
- Porta Nova

A porta medieval foi demolida em 1899 e, no seu lugar, foi construída outra mais moderna e de maior tamanho. Tem 4,60 m de largo e 8 de alto com arco tipo carpanel e aparelho de silhar. Perdura o habitáculo destinado à portagem.
A atual construção deve-se ao arquiteto Juan Álvarez de Mendoza e foi inaugurada em Abril de 1900. Constava de um recinto para o corpo de guarda, de origem romano, que se utilizou como capela.
- Porta de São Fernando

Inaugurada em 1858 pela rainha Isabel II da Espanha, foi começada em 1853 e finalizado no ano seguinte. Chamou-se de porta do príncipe em honra do filho de Isabel II. Em 1962 foi reformada, aumentando a largura da mesma e dando-lhe seu aspeto atual. As suas medidas são, largo 12,5 m, alto 7,50m. Tem uma abóbada de corno de vaca, ou de passagem oblíqua.
Converteu-se no principal acesso à cidade velha e é a única que permite o passo de veículos e pedestres ao mesmo tempo. Comunica as zonas mais povoadas da urbe.
- Porta Falsa

Nos séculos XVII e XVIII era conhecida como Porta do Boquete e é, pelas suas dimensões, uma das originais romanas. Responde ao tipo de portas romanas chamadas de posterulae de uso militar, embora fosse muito modificada.
Mede 3,45 m de largo e 5,65 de alto. Em 1798 foi modificada; é formada por um arco de volta perfeita. Durante a Idade Média foi condenada e reaberta em 1602, ainda que até 20 anos depois não se estabilizaria essa apertura.
- Porta da Estação

A chegada da ferrovia à cidade e a situação da estação forçou a apertura desta porta, que foi projeto de Nemesio Cobreros Cuevillas e abriu-se em 1875. Um ano mais tarde foi ampliada, tirando as duas torres situadas a seus lados. Em 1921 foi demolida e construída a atual. Tem 10 m de largura e 8 de altura. É de arco tipo carpanel e tem encostados dois recintos que serviram como portagens.
- Porta de São Pedro

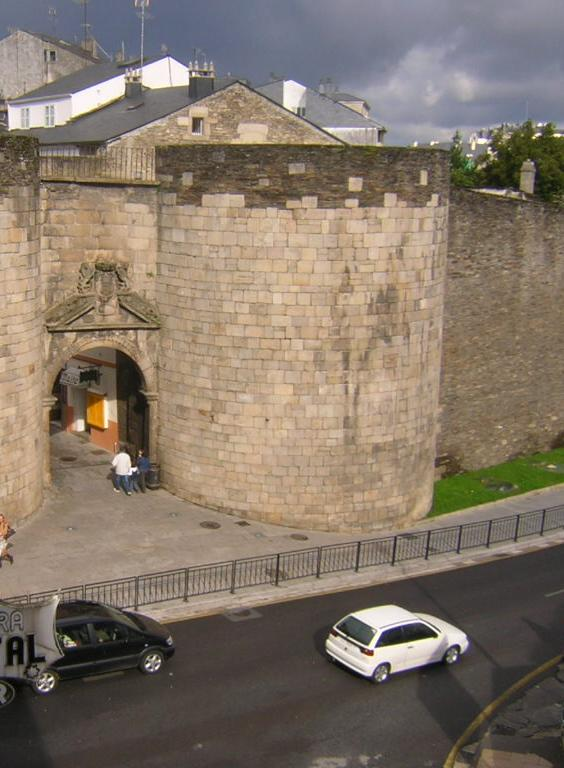
Porta de São Pedro.

situada no lugar de uma porta romana era denominada na Idade Média como Porta de Sancti Petri bem como como Porta Toletana ao ser a que dá acesso ao caminho de Castela. É por onde entra o Caminho de Santiago na variante Caminho Primitivo de Lugo.
Mede 3,70m de largo e 4,85 m de alto e é constituída por uma abóbada de meio canhão e uma abóbada de berço. Está ladeada por dois torreões e tem um recinto de corpo de guarda. Salvou-se da modificação em 1865 por motivos econômicos. No exterior ostenta o escudo da cidade e a data da remodelação data de 1781.
- Porta do Bispo Izquierdo

Batizada en honra do Bispo Izquierdo que é considerado como um dos benfeitores da cidade. É também conhecida como Porta do cárcere, já que se abriu, em 1888, por necessidades de acesso ao novo recinto carcerário. Foi a terceira nova porta que se abriu no século XIX.
Tem uma largura de 4,32m e uma altura de 7,15. Com arco de volta perfeita e abóbada de berço, tem recinto que servia como portagem. O arquiteto foi Nemesio Cobreros Cuevillas.
- Porta do Bispo Aguirre

Em 1894 abriu-se esta porta com o objeto de facilitar a comunicação com o seminário que se construíra nas cercanias em 1885 por ordem do Bispo Aguirre e com o cemitério que se inaugurara em 1858.
Tem uma largura de 10 m e uma altura de 8,15. É de arco tipo carpanel e está dotada de recintos para o uso de portagens. Assim como o seminário, foi realizada pelo arquiteto Nemesio Cobreros Cuevillas. Na sua construção foram demolidas duas torres da muralha que continham lápidas romanas.

### Escadas

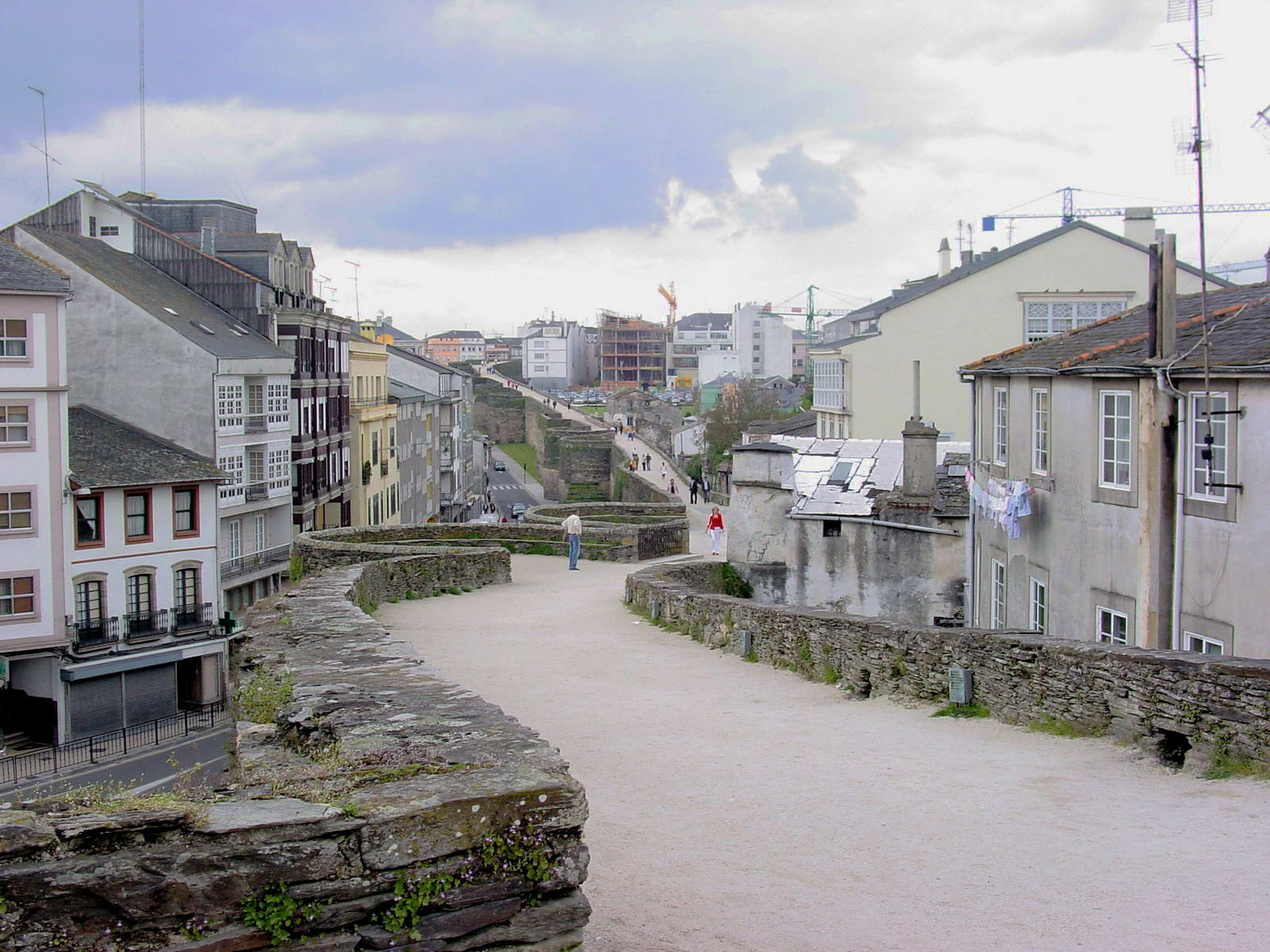
Vista do adarve e de uma porção do muro.

O acesso para o adarve realizava-se mediante escadas embutidas nos muros das torres. Estas escadas eram duplas, de padrão imperial. Há rasto de 16 destas construções.
Em 1962 acharam-se os primeiros vestígios da existência destas escadas de acesso ao adarve, mas estavam totalmente tapadas por lixo e terra. Foram reabilitadas quando a posta em marcha do Plano Integral da Muralha. Estima-se que havia uma escada por cada torre.
As escadas não chegavam à altura do chão. Para aceder ao primeiro degrau era preciso utilizar escadas móveis. Isto permitiria, caso necessidade, isolar a muralha retirando-as.
Atualmente, acede-se mediante quatro escadas exteriores aos muros e uma rampa, construídos a partir do século XVIII.

### Estrutura defensiva
A estrutura defensiva que formava a muralha estava formada pelo fosso, a própria muralha e o intervallum.
- O fosso ficava a cerca de 5 metros das torres; tinha uma largura de 20 metros e uma profundeza de 4. Embora apenas fiquem vestígios do mesmo, foi documentado em 1987 mediante diferentes estudos arqueológicos, sendo comprovado que não era um fosso contínuo, mas formado por diversos trechos independentes com encontros acoplados. Têm no fundo uma série de canais cuja finalidade está sem definir.
- O intervallum era um espaço que ficava entre a muralha e as edificações urbanas. Recorria o contorno todo da mesma, como um passeio de ronda inferior, e servia para a intendência da defesa. Com o passar do tempo este espaço foi sendo ocupado por edificações. Em meados do século XX havia mais de 30 edifícios encostados à muralha, invadindo o intervallum.

Um fosso perimetral funcionava como primeiro elemento defensivo, documentado nas distintas intervenções arqueológicas levadas a cabo no século XXI. Ficava a unha distancia de 32 metros em relação as muralhas e 25 metros en relación ao eixo dos cubos.

## História
A datação da muralha de Lugo, baseada nos materiais construtivos e nos achados arqueológicos, a situa na segunda metade do século III. A sua construção coincide com a percepção da ameaça bárbara pelas autoridades do Império. Estima-se que sua construção foi um único projeto, que rematou em finais do século III ou na primeira metade do século IV.
Além da ameaça bárbara, a situação e importância estratégica da cidade aconselharam a sua construção. A própria situação da cidade, bem resguarda ao ficar no alto de uma pequena colina e rodeada por um lado pelo rio Minho e pelos outros pelos arroios Rato, Paradai e Chanca. A muralha protegeu a cidade do vento frio de Norte.
A construção da linha defensiva deixou fora bairros inteiros como o de Recatelo e incluiu terras de trabalho e despovoadas. Enquanto outras cidades se reduziam quando se fortificavam, Lugo cresceu.
Sob o domínio dos suevos e visigodos Lugo vai despovoando-se. Afonso I tentou frear essa perda populacional, mas não foi até depois da sua conquista aos muçulmanos que se inverteu a tendência.
No século VIII a cidade cai em mãos de Muça ibne Noçáir, e em 998 é atacada por Almançor, que demoliu um dos muros embora não atingisse conquistar a urbe.
Na Baixa Idade Média forma-se um novo núcleo urbano ao redor da praça central. Mas ainda há grandes zonas despovoadas dentro do núcleo defensivo, tal é, portanto a princípios do século XXI ainda existem áreas sem urbanizar compreendidas em ele.
Erguem-se complexos defensivos sobre a muralha, há documentação do realizado sobre a chamada porta de São Pedro pelo Infante D. Enrique, no século XIV. Em 1621 reabre-se a chamada «porta Falsa».
No século XVI começa a construção de moradias nos ocos entre as torres pela parte exterior, propiciando o crescimento ultramuros da cidade.
Em 1837 realiza-se a construção do chamado Reduto Cristina e entre 1853 e 1921 vão-se abrindo novas portas nas muralhas. Chegariam a ser cinco. Estas são;
- 1853, a do Príncipe Alfonso.
- 1875, a da Estação.
- 1888, a do Bispo Izquierdo.
- 1894, a do Bispo Aguirre.
- 1921, a do Bispo Odoário.

A 16 de Abril de 1921 a muralha é declarada Monumento Nacional, a partir da apertura dum vão num dos muros para a construção de uma das portas. Em 1971 inicia-se o plano conhecido como Operação Muralha Limpa que tem como objetivo o livrar o monumento de todas as edificações encostadas ao seu paramento exterior.

## O reduto de María Cristina
Em 1837 foi construído um baluarte defensivo para a situação de artilharia entre a porta do Bispo Aguirre e a torre da Mosqueira. É de jeito triangular e tem frestas artilheiras.
Realizou-se por motivo das Guerras Carlistas e veio ligar dois trechos separados por uma série de edifícios medievais utilizados como fortaleza. Em 1990 foi descoberto um cubo original que se acredita fazia parte da porta ali existente, a principal, chamada Porta Castelli.
Esta construção foi batizada de reduto de María Cristina em honra da rainha Regente, Maria Cristina de Bourbon, mãe de Isabel II da Espanha.